# 全ウクライナ国民大会

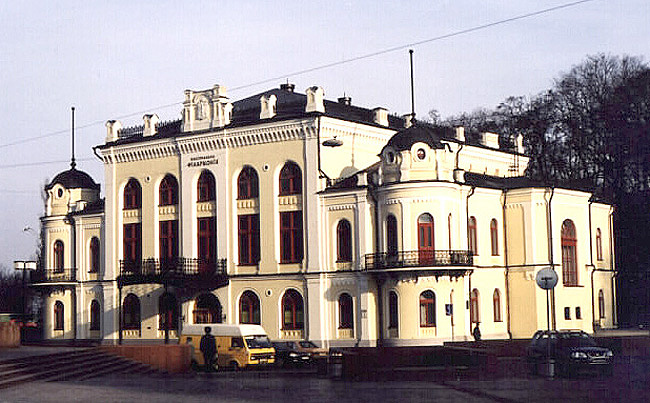
全ウクライナ国民議会が行われた建物。現在のウクライナ国民音楽堂。

全ウクライナ国民大会（ウクライナ語:Всеукраїнський національний конгрес）は、1917年4月19日から4月21日までの間にウクライナ人民共和国の首都キエフで行われた議会で、20世紀のウクライナ人にとって最初の全国民的な代議機関であった。その大会が行われたことによって、キエフのウクライナ中央ラーダは地方の議会から全ウクライナの議会に改まった。